# گزنده ارغوانی
گزنده ارغوانی (نام علمی: Pelagia noctiluca) گونه‌ای عروس دریایی است. گزنده ارغوانی در رنگ‌های ارغوانی، زرد طلایی، خرمایی و صورتی دیده شده است.